# 2008 في الجزائر
فيما يلي قوائم الأحداث التي وقعت خلال عام 2008 في الجزائر.

## سياسة

### تعيين في المنصب
- 23 يونيو – أحمد أويحيى الوزير الأول الجزائري.

### انتهاء فترة المنصب
- 23 يونيو – عبد العزيز بلخادم الوزير الأول الجزائري.

## أفلام
من الأفلام التي صدرت هذه السنة في الجزائر:
- 1 يناير – بركات من إخراج جميلة الصحراوي.
- 1 يناير – مسخرة من إخراج إلياس سالم.
- 1 يناير – مصطفى بن بولعيد من إخراج أحمد راشدي.

## وفيات
- 1 يونيو – إيف سان لوران (مواليد 1936)
- 4 مايو – محمد سالم (مواليد 1940)
- 26 أغسطس – محمد خديس (مواليد 1952)
- 5 نوفمبر – سويلم قناوي (مواليد 1914)